# Saba jezik
Saba jezik (jelkung; ISO 639-3: saa), afrazijski jezik istočnočadske skupine kojim govori 1 340 ljudi (2000) u čadskoj regiji Guéra, sjeveroistočno od Melfija.
S jezicima barein [bva], sokoro [sok] i tamki [tax] klasificira se podskupini B.3

## Vanjske poveznice
- Ethnologue (14th)
- Ethnologue (15th)